# Kudligi
Kudligi è una suddivisione dell'India, classificata come town panchayat, di 21.855 abitanti, situata nel distretto di Bellary, nello stato federato del Karnataka. In base al numero di abitanti la città rientra nella classe III (da 20.000 a 49.999 persone).

## Geografia fisica
La città è situata a 14° 54' 0 N e 76° 22' 60 E e ha un'altitudine di 595 m s.l.m..

## Società

### Evoluzione demografica
Al censimento del 2001 la popolazione di Kudligi assommava a 21.855 persone, delle quali 11.077 maschi e 10.778 femmine. I bambini di età inferiore o uguale ai sei anni assommavano a 3.331, dei quali 1.689 maschi e 1.642 femmine. Infine, coloro che erano in grado di saper almeno leggere e scrivere erano 11.771, dei quali 6.831 maschi e 4.940 femmine.